# Crepis lybica
Crepis lybica là một loài thực vật có hoa trong họ Cúc. Loài này được (Pamp.) Shabet. mô tả khoa học đầu tiên năm 1938.